# Villavicencio
Villavicencio ist Hauptstadt und eine Gemeinde (municipio) im kolumbianischen Departamento del Meta. Villavicencio ist Sitz eines römisch-katholischen Erzbistums.

## Geografie

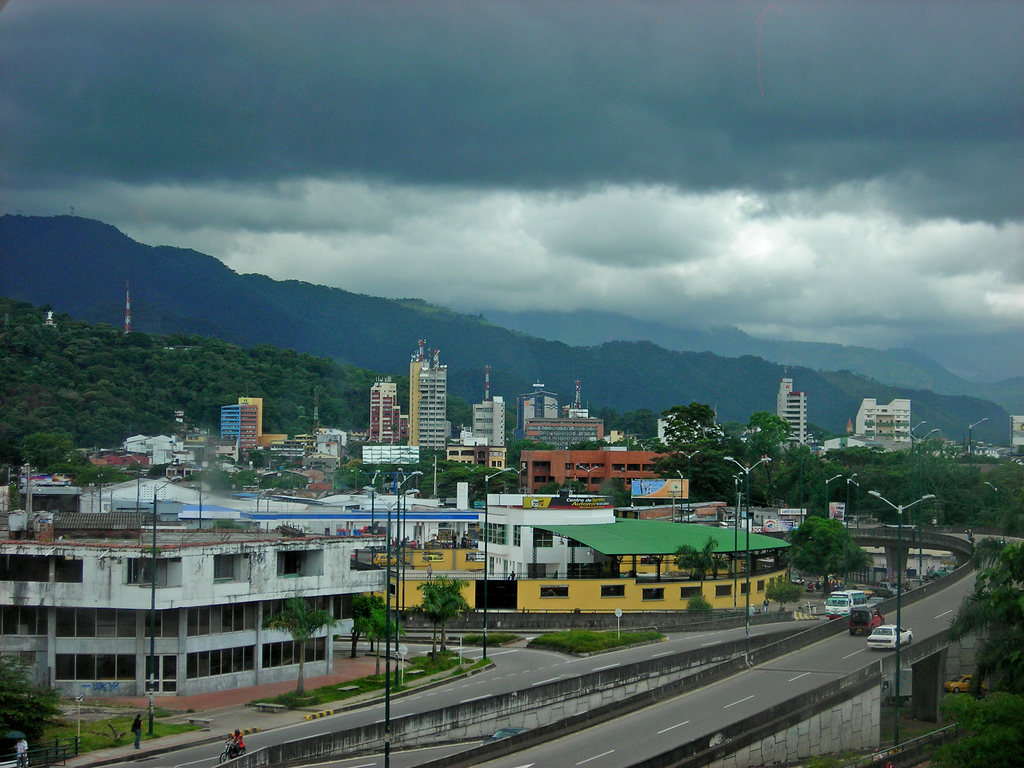
Villavicencio

Villavicencio liegt etwa 86 Kilometer südöstlich von Bogotá am Fluss Guatiquía auf 423 m Höhe zwischen den Anden und der venezolanisch-kolumbianischen Ebene der Llanos im Departamento del Meta. Das Klima ist tropisch mit einer Jahresdurchschnittstemperatur von 27 °C.
Die Gemeinde Villavicencio grenzt im Norden an El Calvario und Restrepo, im Osten an Puerto López, im Süden an San Carlos de Guaroa und Acacías und im Westen an Acacías sowie an Guayabetal in Cundinamarca.
Metropolregion

Metropolregion Villavicencio

Zur inoffiziellen Metropolregion Villavicencio gehören neben Villavicencio die Gemeinden Acacías, Cumaral, Guamal und Restrepo. Es besteht die Absicht, die Metropolregion auch offiziell zu bilden.

## Klimatabelle
|                       | Jan  | Feb  | Mär  | Apr  | Mai  | Jun  | Jul  | Aug  | Sep  | Okt  | Nov  | Dez  |   |      |
| Mittl. Tagesmax. (°C) | 31,3 | 31,7 | 31,4 | 30,3 | 29,6 | 28,6 | 28,4 | 29,4 | 30,4 | 30,5 | 30,3 | 30,5 | ⌀ | 30,2 |
| Mittl. Tagesmin. (°C) | 21,2 | 21,7 | 22,1 | 20,9 | 20,8 | 20,3 | 20,0 | 20,1 | 20,4 | 20,5 | 20,7 | 20,5 | ⌀ | 20,8 |
|                       |      |      |      |      |      |      |      |      |      |      |      |      |   |      |
| Niederschlag (mm)     | 58   | 111  | 197  | 517  | 563  | 507  | 404  | 396  | 363  | 431  | 403  | 145  | Σ | 4095 |
|                       |      |      |      |      |      |      |      |      |      |      |      |      |   |      |
| Sonnenstunden (h/d)   | 5,3  | 4,2  | 3,4  | 3,5  | 3,8  | 3,4  | 3,6  | 4,2  | 4,9  | 4,9  | 4,7  | 5,1  | ⌀ | 4,3  |
|                       |      |      |      |      |      |      |      |      |      |      |      |      |   |      |
| Regentage (d)         | 6    | 6    | 12   | 21   | 23   | 24   | 22   | 20   | 19   | 19   | 19   | 10   | Σ | 201  |
|                       |      |      |      |      |      |      |      |      |      |      |      |      |   |      |
| Luftfeuchtigkeit (%)  | 68   | 66   | 69   | 77   | 80   | 79   | 81   | 76   | 76   | 77   | 78   | 75   | ⌀ | 75,2 |

| 21,2 |

| 21,7 |

| 22,1 |

| 20,9 |

| 20,8 |

| 20,3 |

| 20,0 |

| 20,1 |

| 20,4 |

| 20,5 |

| 20,7 |

| 20,5 |

| 21,2 |

| 21,7 |

| 22,1 |

| 20,9 |

| 20,8 |

| 20,3 |

| 20,0 |

| 20,1 |

| 20,4 |

| 20,5 |

| 20,7 |

| 20,5 |

## Bevölkerung
Die Gemeinde Villavicencio hat 527.673 Einwohner, von denen 503.407 im städtischen Teil (cabecera municipal) der Gemeinde leben. In der Metropolregion leben 641.634 Menschen (Stand: 2019).

## Geschichte

Villavicencio in den 1860er Jahren

Die Gegend um das heutige Villavicencio gehörte zur Jesuiten-Hacienda Apiay, bis die Jesuiten 1767 von König Karl III. von Spanien vertrieben und die Ländereien säkularisiert wurden. Die Ländereien wurden von der spanischen Krone Basilio Romero übertragen. 1792 wurde die Hacienda von den Geschwistern Jacinta und Vicente Rey erworben. Deren Erben verkauften das Land stückweise, wodurch die Siedlung Apiay entstand, die vor allem aus Händlern, Viehzüchtern und Kolonisten bestand und der mündlichen Überlieferung nach 1836 de facto gegründet und 1840 legalisiert und nach dem Flüsschen Gramalote benannt wurde. Als Gründer gelten die Familien der Händler Esteban Aguirre, und Santos Reina. Die ältesten erhaltenen offiziellen Dokumente zu Gramalote stammen aus dem Jahr 1842. 1845 wurde eine Kirche errichtet. 1850 wurde der Ort zu Ehren des Freiheitskämpfers Antonio Villavicencio (1775–1816) umbenannt.

## Wirtschaft
Ursprünglich war Villavicencio Haltepunkt und Markt für landwirtschaftliche Produkte auf dem Weg von den Llanos nach Bogotá. Daher ist Villavicencio noch heute ein durch Handel und Industrie geprägtes Subzentrum seines landwirtschaftlich geprägten Umlandes, in dem vor allem Mais, Reis, Bananen und Sorghum angebaut und Rinder gehalten werden.

## Forschungsinstitut für Tropenbiologie

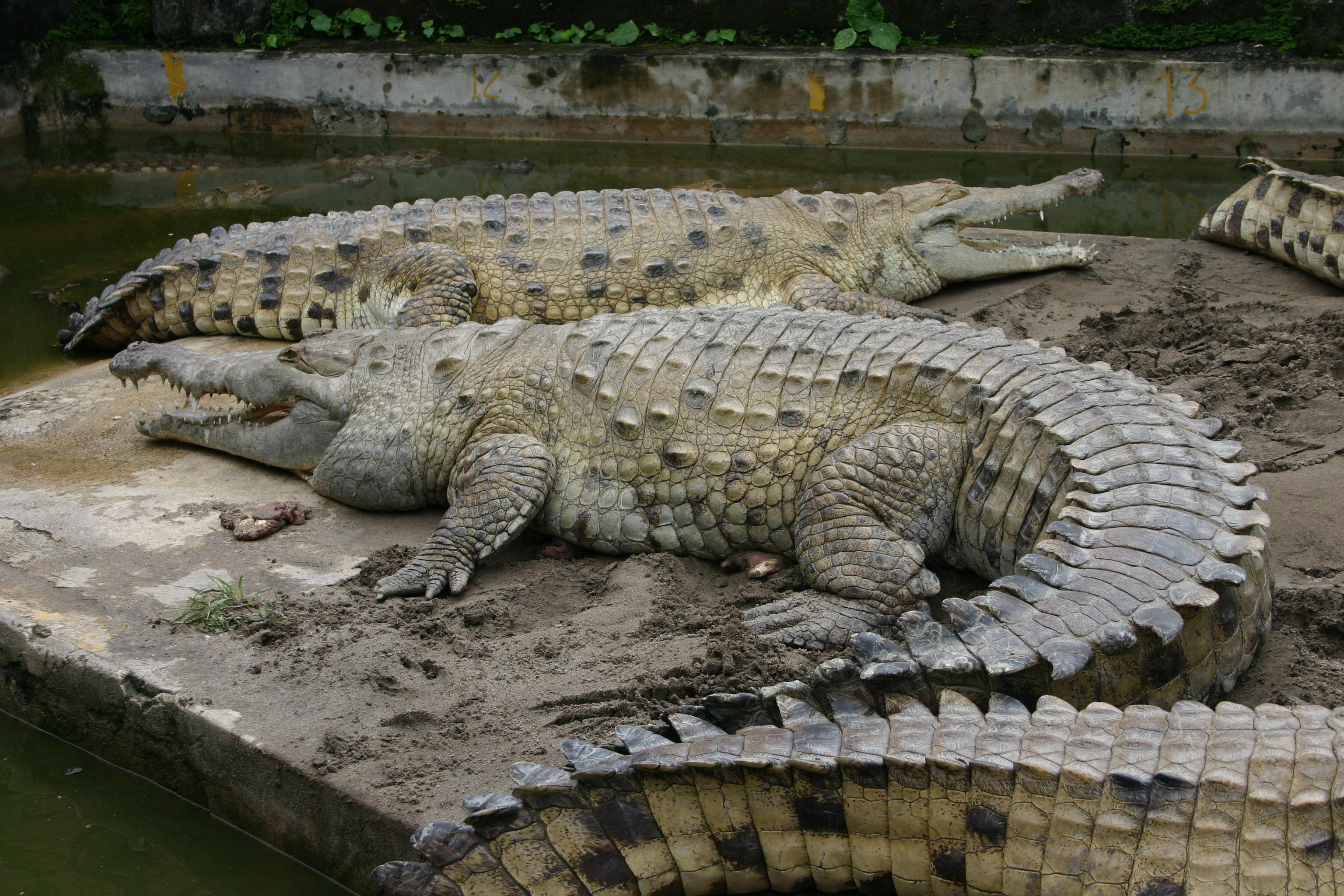
Krokodile in Villavicencio

Der deutsche Zoologe Friedrich Johann Graf von Medem (1912–1984) richtete dort Anfang der 1960er-Jahre die „Estación de Biología Tropical“ ein. Auf der Farm züchtete und untersuchte er Krokodile und Schildkröten. Sie wurde für internationale Gastforscher zum Ausgangspunkt vieler wissenschaftlicher Expeditionen.

## Verkehr
In Villavicencio gibt es den Flughafen Vanguardia (IATA-Code: VVC, ICAO-Code: SKVV) mit einer 1712 m langen Landebahn.

## Sport

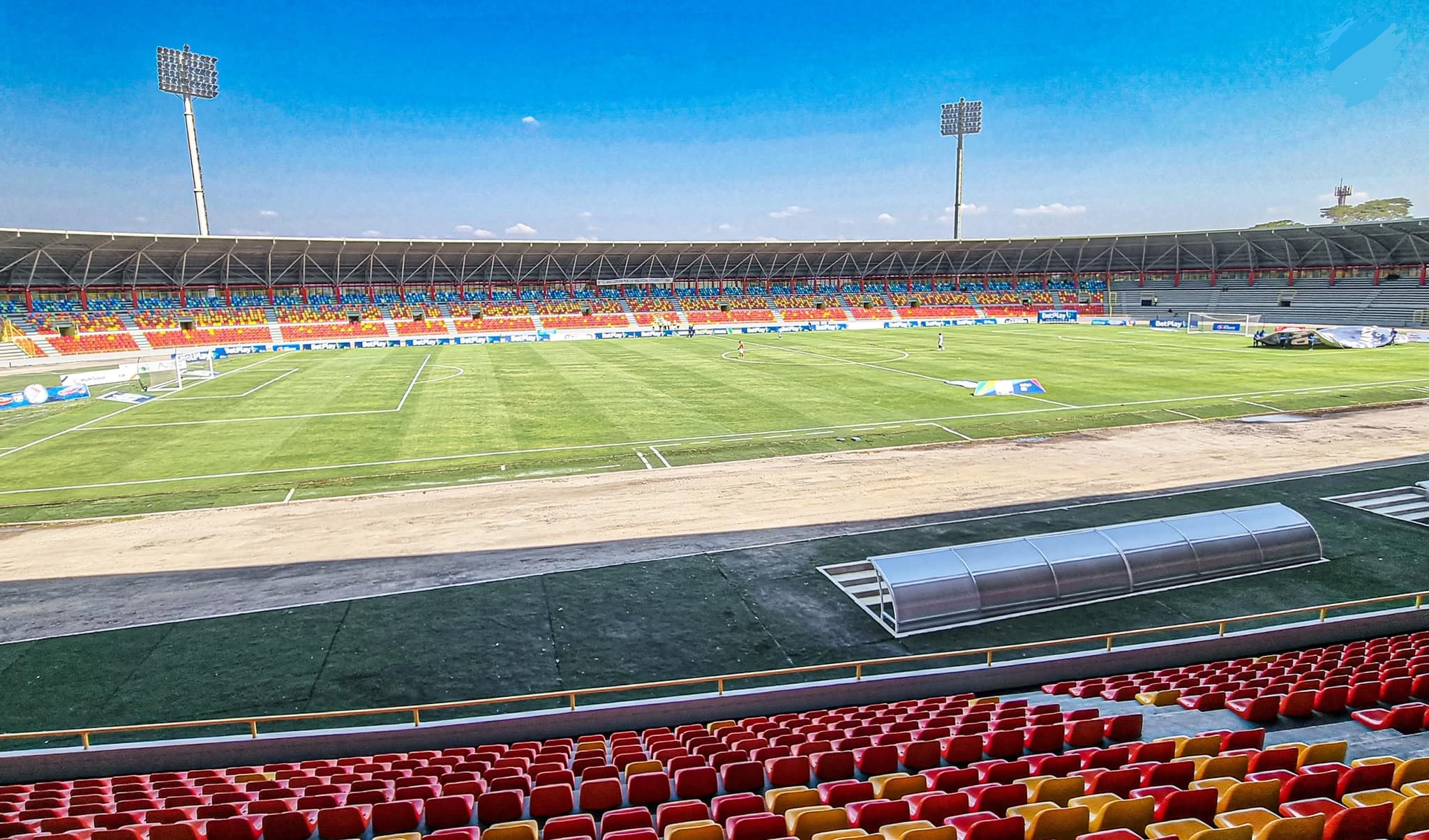
Estadio Bello Horizonte

In Villavicencio ist der 2012 gegründete Fußballverein Llaneros FC ansässig, der seine Heimspiele im Estadio Bello Horizonte austrägt und in der kolumbianischen zweiten Liga spielt. Von 2002 bis 2011 bestand der mittlerweile aufgelöste Verein Centauros Villavicencio, der ein Jahr in der ersten Liga spielte.

## Persönlichkeiten
- Daniel Bazanta (1946–2012), Perkussionist
- Óscar Ruiz (* 1969), Fußballschiedsrichter
- Carolina Gaitán (* 1984), Schauspielerin und Sängerin
- Romel Morales (* 1997), Fußballspieler